# Benriya Saitō-san, Isekai ni Iku
Benriya Saitō-san, Isekai ni Iku (便利屋斎藤さん、異世界に行く "Anh thợ đa năng Saitō ở dị giới") là một bộ manga thuộc thể loại kỳ ảo sáng tác bởi Ichitomo Kazutomo. Truyện được đăng trực tuyến theo kỳ trên trang mạng ComicWalker từ tháng 10 năm 2018 đến nay. Các chương truyện được tổng hợp thành các tập tankōbon và Kadokawa Shoten phát hành các tập truyện dưới ấn hiệu MF Comics k từ tháng 7 năm 2019. Một loạt anime truyền hình chuyển thể bởi C2C và do Kubooka Toshiyuki đạo diễn bắt đầu lên sóng từ tháng 1–tháng 3 năm 2023. Tính đến năm 2022, truyện lưu hành hơn 300.000 bản bao gồm bản kỹ thuật số.

## Nội dung
Saitou, một người siêng năng dành cả cuộc đời mình để làm những gì anh cho là "đúng". Tuy nhiên, một ngày nọ, anh tỉnh dậy và nhận ra rằng mình đã chuyển sinh vào một thế giới khác. Ở đó, anh được làm việc và thậm chí phải chiến đấu để dọn dẹp ngục tối với bạn bè của mình. Bạn bè của anh ta bao gồm Raelza - một chiến binh tsundere, Morlock - một phù thủy biến thái thường quên cách niệm thần chú, và một nàng tiên trông khá dễ thương. Mặc dù không phải là người "đặc biệt" trong thế giới mới, Saitou vẫn cố gắng sử dụng các kỹ năng tay nghề từ kiếp trước của mình để tiến vào ngục tối và giúp đỡ nhóm của mình - điều này khiến anh được đánh giá rất cao.

### Maderaca
"Maderaca" (マデラカ Maderaka) là đơn vị đo trong dị giới mà Saitou được chuyển qua. Một maderaca quy ra khoảng ba mươi centimet. Tương tuyền, vị vua Maderaca I trong dị giới có một dương vật quá khổ đã đem lại cho ông hơn 300 người con và đơn vị này được lập ra để tôn vinh ông.

## Nhân vật

### Nhóm Saitō
Saitō (サイトウ)
Lồng tiếng bởi: Kimura Ryōhei
Tại thế giới trước, Saitō là một "thợ đa năng", tức thành thạo nhiều công việc khác nhau. Anh làm theo hợp đồng và phải chịu áp lực công việc lớn cùng tiền lương thấp. Ngày nọ, anh được triệu hồi sang dị giới ngay khi bị một chiếc xe tải lao tới người mình. Tại dị giới, anh cùng đồng đội phiêu lưu. Dù không chiến đấu trực diện, Saitō có thể mở khóa, phá bẫy và sửa các loại vũ khí. Anh là thành phần quan trọng của nhóm, có lần anh giúp Morlock nhớ cách niệm thần chú hay cung cấp vũ khí dự phòng cho Raelza.
Morlock (モーロック Mōrokku)
Lồng tiếng bởi: Chō
Vị pháp sư mang cấp độ cao nhất trong nhóm. Vì tuổi đã cao, đôi lúc ông quên cách niệm thần chú cũng như danh tính của đồng đội mình.
Raelza (ラエルザ Raeruza)
Lồng tiếng bởi: Ai Fairouz
Một nữ chiến binh mạnh mẽ và xinh đẹp, từng là con nuôi của Morlock. Cô luôn đội chiếc mũ giáp để che đi phần sẹo trên mặt do một con goblin gây ra.
Lafanpan (ラファンパン Rafanpan)
Lồng tiếng bởi: Tōyama Nao
Một tiên nữ nhỏ có vai trò hỗ trợ trị liệu và phục hồi vết thương cho đồng đội.

### Nhân vật khác
Gibungle (ギブングル Gibunguru)
Lồng tiếng bởi: Sōma Kōichi
Ririza (リリーザ Rirīza)
Lồng tiếng bởi: Hanamori Yumiri
Franlil (フランリル Furanriru)
Lồng tiếng bởi: Aoki Ruriko
Lavella (ラーヴェラ Rāvera)
Lồng tiếng bởi: Saitō Chiwa
Ninia (ニニア)
Lồng tiếng bởi: Tadokoro Azusa
Cains (カインズ Kainzu)
Lồng tiếng bởi: Matsuoka Yoshitsugu
Lychee (ライチ Raichi)
Lồng tiếng bởi: Serizawa Yu
Monpui (モンプイ)
Lồng tiếng bởi: Honda Chikara
Kisurugi (キスルギ)
Lồng tiếng bởi: Kasama Jun
Primas (プリマス Purimasu)
Lồng tiếng bởi: Izawa Shiori
Mevena (メヴェナ)
Lồng tiếng bởi: Ōhashi Ayaka 
Gible (ギーブル Gīburu)
Lồng tiếng bởi: Tadokoro Hinata

## Truyền thông

### Manga

#### Danh sách tập truyện
| #  | Ngày phát hành Nhật | ISBN Nhật         |
| -- | ------------------- | ----------------- |
| 1  | 22 tháng 7, 2019    | 978-4-04-065896-4 |
| 2  | 23 tháng 12, 2019   | 978-4-04-064332-8 |
| 3  | 21 tháng 8, 2020    | 978-4-04-064932-0 |
| 4  | 22 tháng 1, 2021    | 978-4-04-680144-9 |
| 5  | 23 tháng 6, 2021    | 978-4-04-680525-6 |
| 6  | 21 tháng 1, 2022    | 978-4-04-680927-8 |
| 7  | 23 tháng 7, 2022    | 978-4-04-681642-9 |
| 8  | 23 tháng 12, 2022   | 978-4-04-682043-3 |
| 9  | 23 tháng 6, 2023    | 978-4-04-682415-8 |
| 10 | 22 tháng 12, 2023   | 978-4-04-683057-9 |
| 11 | 22 tháng 7, 2024    | 978-4-04-683671-7 |
| 12 | 23 tháng 12, 2024   | 978-4-04-684296-1 |
| 13 | 23 tháng 7, 2025    | 978-4-04-684898-7 |

### Anime
Phiên bản anime chuyển thể từ truyện ban đầu được công bố từ tháng 1 năm 2022. Loạt anime do C2C sản xuất và Kubooka Toshiyuki là đạo diễn, Ihara Kenta viết kịch bản, Tanabe Yōko thiết kế nhân vật, Ōsumi Tomotaka biên soạn nhạc nền. Anime bắt đầu phát sóng trên truyền hình Nhật Bản từ ngày 8 tháng 1 năm 2023. Bài hát mở đầu phim là "kaleidoscope" do Teary Planet trình bày, bài hát kết thúc phim là "Hidamari no Saido" (ひだまりの彩度) được trình bày bởi Konoco.

#### Danh sách tập phim
| 1                                         | "Anh thợ đa năng Saitou" "Benri-ya, Saitō-san" (便利屋、斎藤さん)                        | 8 tháng 1, 2023  |
| 2                                         | "Việc Saitou có thể làm" "Saitō-san ga Dekiru Koto" (斎藤さんが出来ること)               | 15 tháng 1, 2023 |
| 3                                         | "Các mạo hiểm giả trong đại mê cung" "Dai Meikyū no Bōkensha-tachi" (大迷宮の冒険者たち) | 22 tháng 1, 2023 |
| 4                                         | "Mở ra bức màn cho thời đại mới" "Atarashī Jidai no Makuake" (新しい時代の幕開け)        | 29 tháng 1, 2023 |
| 5                                         | "Nhẫn giả và phù thủy" "Ninja to Majo" (忍者と魔女)                                      | 5 tháng 2, 2023  |
| 6                                         | "Kí ức của lão pháp sư" "Rō Majutsushi no Kioku" (老魔術師の記憶)                        | 12 tháng 2, 2023 |
| 7                                         | "Tiếp xúc cực hạn" "Kyokugen no Sesshoku" (極限の接触)                                   | 19 tháng 2, 2023 |
| 8                                         | "Đạt được gì sau trận chiến?" "Tatakai de eta mono" (戦いで得たもの)                     | 26 tháng 2, 2023 |
| 9                                         | "Thảm kịch của chó chiến binh" "Kanashiki Inu no Senshi" (悲しき犬の戦士)                | 5 tháng 3, 2023  |
| 10                                        | "Kẻ truy đuổi từ Ma giới" "Makai no Tsuiseki-sha" (魔界の追跡者)                         | 12 tháng 3, 2023 |
| 11                                        | "Trận chiến cuối cùng" "Saishū Kessen" (最終決戦)                                        | 19 tháng 3, 2023 |
| 12                                        | "Người cần nó nhất" "Ichiban Hitsuyō to shite Iru Hito" (いちばん必要としている人)       | 26 tháng 3, 2023 |
| * Tựa đề tiếng Việt được lấy từ Bilibili. |                                                                                          |                  |